# Convocazioni alla NORCECA Champions Cup femminile 2015
Elenco delle giocatrici convocate per la NORCECA Champions Cup 2015.

## Canada
| N° | Nome               | Ruolo | Data di nascita   | Squadra    |
| -- | ------------------ | ----- | ----------------- | ---------- |
| -  | Arnd Ludwig        | All   | 15 gennaio 1967   | -          |
| 1  | Janie Guimond      | L     | 11 aprile 1984    | -          |
| 3  | Brittney Page      | S     | 4 febbraio 1984   | Sichuan    |
| 4  | Kyla Richey        | S     | 20 giugno 1989    | Vilsbiburg |
| 5  | Danielle Smith     | P     | 29 aprile 1990    | Vilsbiburg |
| 8  | Jaimie Thibeault   | C     | 23 settembre 1989 | Legionovia |
| 9  | Tabitha Love       | O     | 11 settembre 1991 | Azəryol    |
| 12 | Jennifer Cross     | C     | 4 luglio 1992     | Engelholms |
| 13 | Lucille Charuk     | C     | 13 agosto 1989    | Fischbek   |
| 15 | Rebecca Pavan      | O     | 17 aprile 1990    | Béziers    |
| 19 | Jennifer Lundquist | P     | 10 settembre 1991 | Fischbek   |
| 20 | Dana Cranston      | S     | 5 dicembre 1991   | Fischbek   |
| 23 | Michaela Reesor    | S     | 2 marzo 1993      | Samford    |

## Cuba
| N° | Nome             | Ruolo | Data di nascita  | Squadra       |
| -- | ---------------- | ----- | ---------------- | ------------- |
| -  | Roberto García   | All   |                  |               |
| 2  | Regla Gracia     | S     | 28 giugno 1993   | Camagüey      |
| 3  | Alena Rojas      | C     | 9 agosto 1992    | Ciudad Habana |
| 4  | Melissa Vargas   | O     | 16 ottobre 1999  | Cienfuegos    |
| 5  | Yamila Hernández | P     | 8 novembre 1992  | Ciudad Habana |
| 6  | Daimara Lescay   | C     | 5 settembre 1992 | Guantánamo    |
| 10 | Emily Borrell    | L     | 19 febbraio 1992 | Villa Clara   |
| 11 | Gretell Moreno   | P     | 30 gennaio 1998  | Granma        |
| 14 | Dayami Sánchez   | S     | 14 marzo 1994    | Ciudad Habana |
| 15 | Beatríz Vilches  | P     | 29 gennaio 1995  | Cienfuegos    |
| 17 | Heidy Casanova   | C     | 6 novembre 1998  | Ciudad Habana |
| 18 | Sulian Matienzo  | S     | 14 dicembre 1994 | Ciudad Habana |
| 19 | Jennifer Álvarez | S     | 19 novembre 1993 | Cienfuegos    |

## Porto Rico
| N° | Nome               | Ruolo | Data di nascita   | Squadra               |
| -- | ------------------ | ----- | ----------------- | --------------------- |
| -  | José Mieles        | All   | 2 giugno 1977     | Leonas de Ponce       |
| 1  | Debora Seilhamer   | L     | 4 ottobre 1985    | Lancheras de Cataño   |
| 3  | Vilmarie Mojica    | P     | 13 agosto 1985    | Valencianas de Juncos |
| 6  | Yarimar Rosa       | S     | 20 giugno 1988    | Valencianas de Juncos |
| 7  | Stephanie Enright  | S     | 15 dicembre 1990  | Criollas de Caguas    |
| 9  | Áurea Cruz         | S     | 10 gennaio 1982   | Rabitə Baku           |
| 11 | Karina Ocasio      | O     | 1º agosto 1985    | Criollas de Caguas    |
| 12 | Jetzabel Del Valle | C     | 19 dicembre 1979  | Leonas de Ponce       |
| 13 | Shirley Ferrer     | O     | 23 giugno 1991    | Lancheras de Cataño   |
| 14 | Natalia Valentín   | P     | 12 settembre 1989 | Leonas de Ponce       |
| 16 | Alexandra Oquendo  | C     | 3 febbraio 1984   | Leonas de Ponce       |
| 17 | Sheila Ocasio      | C     | 7 novembre 1982   | Valencianas de Juncos |
| 24 | Nayka Benítez      | L     | 8 febbraio 1989   | Leonas de Ponce       |

## Rep. Dominicana
| N° | Nome                | Ruolo | Data di nascita   | Squadra      |
| -- | ------------------- | ----- | ----------------- | ------------ |
| -  | Marcos Kwiek        | All   | 18 luglio 1967    | -            |
| 1  | Jineiry Martínez    | C     | 3 dicembre 1997   | Mirador      |
| 2  | Winifer Fernández   | L     | 6 gennaio 1995    | Telekom Baku |
| 3  | Lisvel Eve          | C     | 10 settembre 1991 | Mirador      |
| 4  | Marianne Fersola    | C     | 19 gennaio 1992   | Mirador      |
| 5  | Brenda Castillo     | L     | 5 gennaio 1992    | Rabitə Baku  |
| 6  | Camil Domínguez     | P     | 7 dicembre 1991   | Mirador      |
| 7  | Niverka Marte       | P     | 19 ottobre 1990   | Mirador      |
| 8  | Cándida Arias       | C     | 19 marzo 1992     | Mirador      |
| 14 | Prisilla Rivera     | S     | 29 dicembre 1984  | Bursa BB     |
| 16 | Yonkaira Peña       | S     | 10 maggio 1993    | Bursa BB     |
| 17 | Gina Mambrú         | O     | 21 gennaio 1986   | Beşiktaş     |
| 18 | Bethania de la Cruz | S     | 13 maggio 1987    | Eczacıbaşı   |
| 19 | Ana Binet           | L     | 9 febbraio 1992   | Mirador      |
| 20 | Brayelin Martínez   | S     | 11 settembre 1996 | Mirador      |